# LOL (filme)
LOL (no Brasil LOLA) é um filme americano do gênero comédia romântica, escrito e dirigido por Liza Azuelos. O filme é estrelado por Miley Cyrus e pela veterana atriz Demi Moore. Teve um lançamento limitado nos cinemas dos Estados Unidos no dia 4 de maio de 2012. No Brasil, a estreia aconteceu em 10 de agosto, sendo um sucesso entre os fãs.[carece de fontes?]

## Enredo
Lola (Miley Cyrus) namora Chad (George Finn). Ele têm uma banda e ensaia quase todos os dias para o grande show da escola. Tudo ia muito bem entre eles até Lola descobrir que Chad é na verdade um traidor. Para piorar suas notas na escola vão de mal a pior, por ficar pensando sobre sua vida pessoal. Sua mãe (Demi Moore) está tão brava com as confusões de Lola que não vai mais deixar ela ir à Paris no final do semestre com a escola. Só que as coisas ficam ainda mais complicadas quando Lola percebe que Kyle (Douglas Booth), seu melhor amigo, pode ser muito mais que isto. O que fazer agora, se todos eles só pensam em se divertir e curtir?

## Elenco
- Miley Cyrus como Lola Williams (LOL).
- Demi Moore como Anne Williams.
- Ashley Greene como Ashley.
- Douglas Booth como Kyle.
- George Finn como Chad.
- Ashley Hinshaw como Emily.
- Jean-Luc Bilodeau como Jeremy.
- Thomas Jane como Allen.
- Jay Hernandez como James.
- Marlo Thomas como Granny.
- Gina Gershon como Kathy
- Fisher Stevens como Roman.
- Lina Esco como Janice.
- Tanz Watson como Lloyd.
- Adam Sevani como Wen.
- Austin Nichols como Sr. Ross.

## Trilha Sonora
- Everybody - Ingrid Michaelson
- You Can't Always Get What You Want - The Rolling Stones
- I'm Gonna Love You Just a Little Bit More, Babe - Rachel Rabin with Becky Henkel, Rachael Mintz, Adjoa Skinner, Linda Strawberry and Cathy Choi
- Heart on Fire - Jonathan Clay and Scott Thomas
- Somewhere Only We Know - Keane
- Houdini - Foster the People
- The Big Bang - Rock Mafia
- Microphone - Coconut Records
- Little Sister (Acoustic) - Jonathan Clay
- Location - Freelance Whales
- Alright - BB Brunes
- Everybody's Got to Learn Sometime - Jean-Phillipe Verdin
- Birds - The Submarines
- Dreamers - Jean-Philippe Verdin
- Little Sister - Jonathan Clay with Becky Henkel
- Cul et Chemise – BB Brunes

## Produção
As gravações começaram em 16 de Julho de 2010 e terminaram em torno de 14 de setembro de 2010. O filme foi filmado primeiramente em Grosse Pointe, uma cidade próxima a Detroit, e também houve gravações em Chicago e Paris.
Em 10 de Fevereiro de 2012 o filme foi lançado pela primeira vez na Índia, e mais tarde em Singapura em 1 de março de 2012. Logo depois, divulgaram que o filme seria lançado oficialmente em 4 de Maio de 2012 nos Estados Unidos, mas em cinemas selecionados. O filme teve o nome de Lola no Brasil, LOL: Laughing Out Loud na Alemanha, ЛЕТО. ОДНОКЛАССНИКИ. ЛЮБОВЬ (Amigos, Sexo e Verão) na Rússia, LOL: Casi 18 (LOL: Quase 18) na América latina.
Quatro trailers diferentes foram lançados para o filme - um trailer britânico, trailer alemão e dois trailers americano, sendo apenas um usado como oficial.

## Marketing
Lionsgate tinha dois anos para comercializar o filme em todo o país, mas em vez disso o lançamento correu apenas em alguns cinemas selecionados em 4 de maio de 2012, sem divulgação merecida. Os fãs não viram divulgação do filme no que resultou numa baixa recadação nas bilheterias, sendo considerado por muitos como um fracasso. A Imagem Filmes (distribuidora) lançou o filme no Brasil em 10 de agosto de 2012, nos melhores cinemas.

## Nomeação
| Prêmio                    | Categoria                     | Beneficiário | Resultado | Ref.  |
| ------------------------- | ----------------------------- | ------------ | --------- | ----- |
| Prêmios Teen Choice 2012  | Choice Movie Actress: Romance | Miley Cyrus  | Indicado  | [ 1 ] |
| Prêmios Do Something 2012 | Estrela de Filme: Mulher      | Miley Cyrus  | Indicado  | [ 2 ] |

## Recepção
O orçamento de LOL foi U$ 11 milhões de dólares. Nos Estados Unidos o filme foi assistido em 105 cinemas americanos e foi o terceiro filme mais assistido de 5 de maio de 2012. Mesmo assim, LOL conseguiu nos EUA, U$ 46,500 mil dólares sendo um fracasso de bilheterias.
Em 11 de março de 2012 o filme arrecadou U$21,000 mil dólares em duas semanas em sete cinemas americanos. Mundialmente, LOLA arrecadou cerca de US$20.000.000.
O filme recebeu críticas mistas, tendo 51% de aprovação pelos críticos americanos. O filme conseguiu boa aprovação no IMDb com 1.7% de votos de fãs e foi o #22 filme mais votados na lista de Bottom 100.

## Datas de Lançamentos
| País           | Lançamento                                                                      |
| -------------- | ------------------------------------------------------------------------------- |
| Índia          | 10 de fevereiro de 2012                                                         |
| Singapura      | 1 de março de 2012                                                              |
| Estados Unidos | 4 de maio de 2012                                                               |
| Austrália      | 17 de maio de 2012 (festival de cinema) e 1 de junho de 2012 (estreia nacional) |
| Alemanha       | 31 de maio de 2012                                                              |
| Reino Unido    | 31 de maio de 2012                                                              |
| Portugal       | 21 de junho de 2012                                                             |
| Brasil         | 10 de agosto de 2012                                                            |